# Symplocos multibracteata
Symplocos multibracteata är en tvåhjärtbladig växtart som beskrevs av Nooteboom. Symplocos multibracteata ingår i släktet Symplocos och familjen Symplocaceae. Inga underarter finns listade i Catalogue of Life.